# Siemens M75
Siemens M75 — защищённый сотовый телефон фирмы Siemens, разработанный в 2005 году.

## Описание
Последняя модель пылевлагозащищенного телефона, разработанная фирмой Siemens Mobile до продажи BenQ. Телефон обладает функциями телефонов бизнес-класса и защищенным корпусом со степенью защиты IP54. Из-за своего дизайна аппарат получил такие прозвища, как «броневик», «лесоруб». Но просчёты в маркетинге компании Siemens не позволили занять телефону положенное ему место на рынке, и его производство было свернуто.

## Характеристики
Технические характеристики почти полностью идентичны характеристикам модели CX75. То же относится и к программному обеспечению телефона.
| Общие характеристики                        | Общие характеристики                                                          |
| ------------------------------------------- | ----------------------------------------------------------------------------- |
| Диапазоны частот                            | GSM 900, GSM 1800, GSM 1900                                                   |
| Тип корпуса                                 | моноблок                                                                      |
| Конструкция                                 | водозащита, джойстик                                                          |
| Антенна                                     | встроенная                                                                    |
| Вес                                         | 110 г                                                                         |
| Размеры                                     | 110x52x21 мм                                                                  |
| Звонки                                      |                                                                               |
| Тип мелодий                                 | 40-голосная полифония, MP3-мелодии                                            |
| Виброзвонок                                 | есть                                                                          |
| Связь                                       |                                                                               |
| Интерфейсы                                  | IRDA, COM-порт, USB, Bluetooth                                                |
| Доступ в интернет                           | WAP 2.0, GPRS, POP/SMTP-клиент                                                |
| Модем                                       | есть                                                                          |
| Синхронизация с компьютером                 | есть                                                                          |
| Сообщения                                   |                                                                               |
| Дополнительные функции SMS                  | ввод текста со словарём, шаблоны сообщений, отправка SMS нескольким адресатам |
| MMS                                         | есть                                                                          |
| EMS                                         | есть                                                                          |
| Другие функции                              |                                                                               |
| Громкая связь (встроенный динамик)          | есть                                                                          |
| Автодозвон                                  | есть                                                                          |
| Звуковая индикация времени разговора        | есть                                                                          |
| Режимы кодирования звука HR, FR, EFR        | есть                                                                          |
| Экран                                       |                                                                               |
| Тип экрана                                  | цветной TFT-экран, 262144 цветов                                              |
| Размер изображения                          | число строк — 9, 132x176 пикс.                                                |
| Русификация                                 | есть                                                                          |
| Индикация                                   | стоимости разговора, времени разговора                                        |
| Мультимедийные возможности                  |                                                                               |
| Встроенная фотокамера                       | 1280x1024 (1.30 млн пикс.), цифровой Zoom 5x                                  |
| Запись видеороликов                         | есть                                                                          |
| Аудио                                       | MP3, AAC-проигрыватель                                                        |
| Диктофон                                    | есть                                                                          |
| Игры                                        | есть                                                                          |
| Java-приложения                             | есть                                                                          |
| Объём встроенной памяти                     | 8.29 МБ                                                                       |
| Тип карты памяти                            | RS-MMC, MMC (работает, выглядывает из корпуса)                                |
| Питание                                     |                                                                               |
| Тип аккумулятора                            | Li-Ion                                                                        |
| Ёмкость аккумулятора                        | 750 мАч                                                                       |
| Время разговора                             | 5:00 ч: мин                                                                   |
| Время ожидания                              | 220:00 ч: мин                                                                 |
| Записная книжка и органайзер                |                                                                               |
| Записная книжка в аппарате                  | 1000 номеров                                                                  |
| Поиск по книжке                             | есть                                                                          |
| Обмен между SIM-картой и внутренней памятью | есть                                                                          |
| Прямой (flash) набор                        | 8 номеров                                                                     |
| Органайзер                                  | будильник, калькулятор, планировщик задач                                     |

## Похожие модели
- Siemens CX75
- Sagem myX6-2
- Sony Ericsson K600i
- Siemens M65
- Siemens S75
- Siemens M77